# Calabash
Calabash és una població dels Estats Units a l'estat de Carolina del Nord. Segons el cens del 2000 tenia 711 habitants.

## Demografia
Segons el cens del 2000, Calabash tenia 711 habitants, 377 habitatges i 232 famílies. La densitat de població era de 193,3 habitants per km².
Dels 377 habitatges en un 11,4% hi vivien nens de menys de 18 anys, en un 52,5% hi vivien parelles casades, en un 6,4% dones solteres, i en un 38,2% no eren unitats familiars. En el 34,2% dels habitatges hi vivien persones soles el 16,7% de les quals corresponia a persones de 65 anys o més que vivien soles. El nombre mitjà de persones vivint en cada habitatge era d'1,89 i el nombre mitjà de persones que vivien en cada família era de 2,32.
Per edats la població es repartia de la següent manera: un 9,7% tenia menys de 18 anys, un 4,5% entre 18 i 24, un 19,4% entre 25 i 44, un 29,7% de 45 a 60 i un 36,7% 65 anys o més.
L'edat mediana era de 58 anys. Per cada 100 dones de 18 o més anys hi havia 94,5 homes.
La renda mediana per habitatge era de 32.946 $ i la renda mediana per família de 38.403 $. Els homes tenien una renda mediana de 27.202 $ mentre que les dones 25.368 $. La renda per capita de la població era de 22.975 $. Entorn del 5,4% de les famílies i el 9,3% de la població estaven per davall del llindar de pobresa.

## Poblacions més properes
El següent diagrama mostra les poblacions més properes.